# Oluf Høst

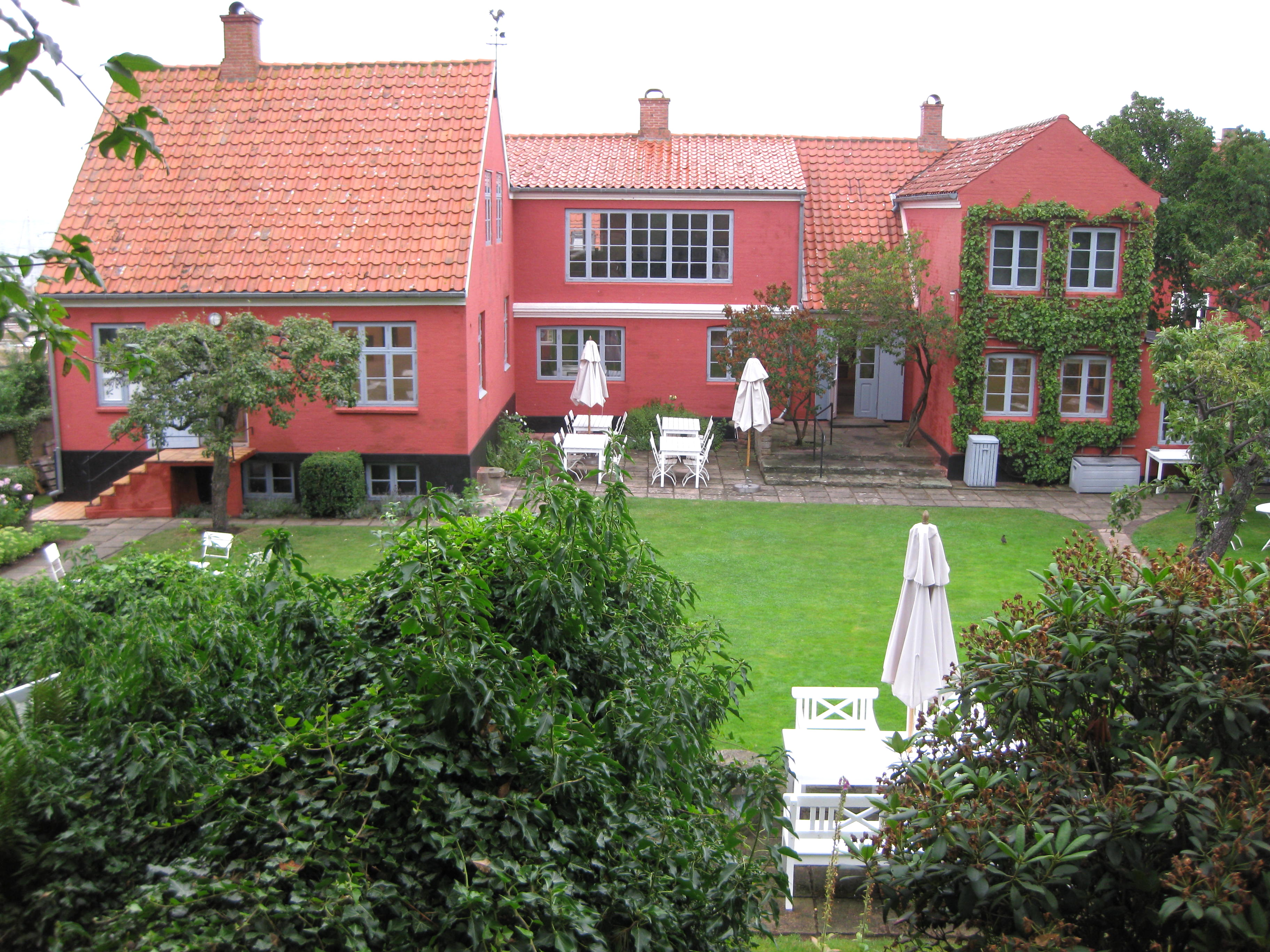
Oluf Høst-museet i Gudhjem

Oluf Kristian Alexander Høst, född 18 mars 1884 i Svaneke på Bornholm, död 14 maj 1966 i Gudhjem, var en dansk målare verksam i Gudhjem på Bornholm.

## Biografi
Oluf Høst var den ende infödde bornholmaren i den konstnärsgruppering som kallas Bornholmsskolan. Han gick 1905–1908 i Gustav Vermehrens målarskole och fick 1910–1912 undervisning hos Johan Rohde och 1915–1917 hos Harald Giersing.
Oluf Høsts tidiga arbeten är präglade av Gustav Vermehrens romantiska realism, medan hans senare arbeten visar inflytande från Karl Isakson och Harald Giersing. Hans stil karaktäriseras oftast som expressionistisk, och motiven hämtades ofta från Bornholm.

## Oluf Høst-museet
År 1998 öppnades Oluf Høst-museet i hans hem i Gudhjem.
Oluf Høst finns representerad vid bland annat Statens Museum for Kunst, ARoS Aarhus Kunstmuseum, KUNSTEN Museum of Modern Art Aalborg, Oluf Høst Museum i Gudhjem, Moderna museet, Helsingborgs museum, Malmö konstmuseum, Nasjonalmuseet och Trondheim kunstmuseum.

## Utmärkelser
- Eckersbergmedaljen,  1933
- Riddare av Dannebrogorden,  1948
- Riddare av första klass av Dannebrogorden,  1954
- Prins Eugen-medaljen,  1957
- Kommendör av Dannebrogorden,  1961
- Thorvaldsenmedaljen

[Redigera Wikidata]